# Trosťanecký rajón (Vinnycká oblast)
Trosťanecký rajón (ukrajinsky Тростянецький район) byl rajón ve Vinnycké oblasti na Ukrajině. Hlavním městem byl Trosťanec a rajón měl přibližně 35 tisíc obyvatel. 

## Sídla v rajónu
- Trosťanec